# Fluminicola klamathensis
Fluminicola klamathensis is een slakkensoort uit de familie van de Lithoglyphidae. De wetenschappelijke naam van de soort werd voor het eerst geldig gepubliceerd in 2019 door Liu en Hershler.